# محمد مصبح الوائلي
محمد مصبح محمد الوائلي من مؤسسي حزب الفضيلة الإسلامي العراقي، وأبرز قيادييه، ومحافظ سابق لمحافظة البصرة، تولى منصب المحافظ سنة 2005 حتى 2009م، بعد فوزه في الانتخاب على سلَفه المحافظ حسن الراشد.

## سيرته
قال نجاح محمد علي، مراسل العربية نت، إن محمداً الوائلي "قام بإنشاء العديد من المشاريع الخدمية والاقتصادية منها مشروع اقامة دورة الألعاب الخليجية في محافظة البصرة كما بدأ مشروع إنشاء مدينة البصرة الرياضية. لكن لم يكتب له اتمامها بسبب الظروف التي كانت تعيشها البصرة آنذاك من قبيل الصراع بين الأحزاب السياسية في البصرة والخلاف المحتدم بينه وبين الحكومة الاتحادية التي يتزعمها نوري المالكي، وكذلك سيطرة المليشيات المسلحة على مفاصل الدولة وسحب السلطات الأمنية منه من قبل الحكومة، إضافة إلى الضغط الذي تمارسه دول الجوار العراقي على القادة السياسيين لعزله كون العلاقات بينه وبين إيران والكويت كانت غير جيدة بسبب الصراع على الحدود (مزارع سفوان) و (جزيرة أم الرصاص). ولما كان يقوم به من عمل بناء في تطور البصرة فذكر عنه ماذكر وتمت تشويه صورته باقبح الوسائل فقدم استقالته نظرا لتفادي التفكك الذي سيحصل بين سكان البصرة بين المؤيدين له وبين الواقفين ضده.[معلومة أم رأي؟]
اعتزل الوائلي العمل السياسي بعد انتخاب محافظ جديد للبصرة شلتاغ عبود المرشح من قائمة ائتلاف دولة القانون الذي يتزعمه نوري المالكي، وتفرغ لإدارة مشاريعه التجارية بصفته رجل أعمال.

## استلام سلطة البصرة
اشتركت القوات البريطانية العسكرية في غزو العراق، وكانت مهمة القوات البريطانية غزو البصرة واحتلالها، فبدأت سلطتهم سنة 2003، وظلت تتقلّص حتى يوم 16 كانون الأول سنة 2007، حين وقّع محمد مصبح الوائلي واللواء غرام بينز وثيقة استلام السلطة الوطنية على محافظة البصرة من سلطة الاحتلال البريطانية في قاعدة مطار البصرة. وقال الوائلي في مراسيم الاستلام «نقف اليوم أمام منعطف تاريخي ويوم مميز، من أعظم الأيام في تاريخ البصرة الحديث».

## اغتياله

موقع اغتيال الوائلي قريباً من مسجد حامد السويج

تم اغتياله بتاريخ 27 ايلول سبتمبر 2012 من قبل مسلحين في ما يقارب الساعة العاشرة والنصف من ليل الخميس بتوقيت العراق المحلي، وذلك قرب مسجد السيد حامد السويج بالعباسية بالبصرة جنوب العراق. وافاد شهود عيان، أن "الوائلي" الذي كان بمفرده عندما قام مسلحين إطلاق النار عليه من مسدسات كاتم الصوت". وأفاد طبيب شاهد جثة الوائلي بعد نقلها إلى الطب العدلي انه "توفي بسبع رصاصات استهدفته من مسدسات كاتمة الصوت، أصابت رأسه وصدره". وفي شهر شباط 2021، قال إسماعيل مصبح الوائلي أخو المحافظ، "أعضاء فرقة الموت أحدهم من كتائب حزب الله وآخر من جماعة الفضلاء والثالث هو المسؤول الأمني لحماية عقارات السيد اليعقوبي".

## وصلات خارجية
- محمد الوائلي موقعاً على استلام سلطة البصرة
- [In Basra, a Governor or a Mafia Don? https://www.newsweek.com/basra-governor-or-mafia-don-92803]
- أسرار إغتيال محافظ البصرة السابق محمد مصبح الوائلي
- Al-Waeli’s policy